# 罗浮水库
罗浮水库是中国江西省吉安市井冈山市境内的一座水库，位于赣江水系牛吼江支流上，建于1979年。水库正常库容为900万立方米，平均水深为45.50米，集雨面积为54平方千米，海拔为421.5米。